# 石門水庫 (臺灣)

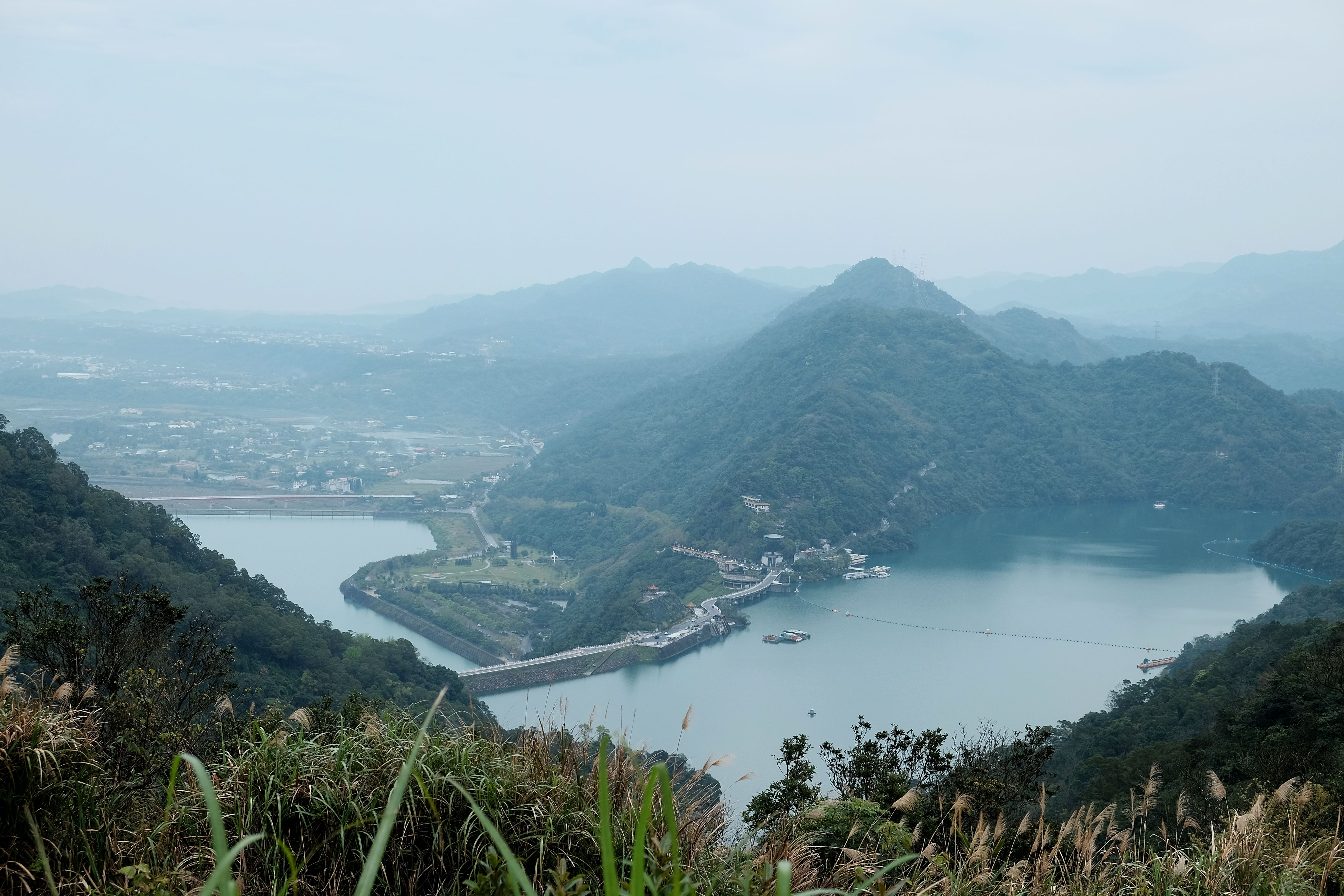
石門水庫集水區與壩體下方後池

石門水庫是台灣北部的主要水庫之一，位於桃園市大溪區、龍潭區、復興區與新竹縣關西鎮之間的石門峽谷。石門水庫曾經是遠東地區最大的水庫，採土石堤岸型壩體，攔截大漢溪溪水蓄水而成，是台灣第一座多功能水庫。

## 沿革

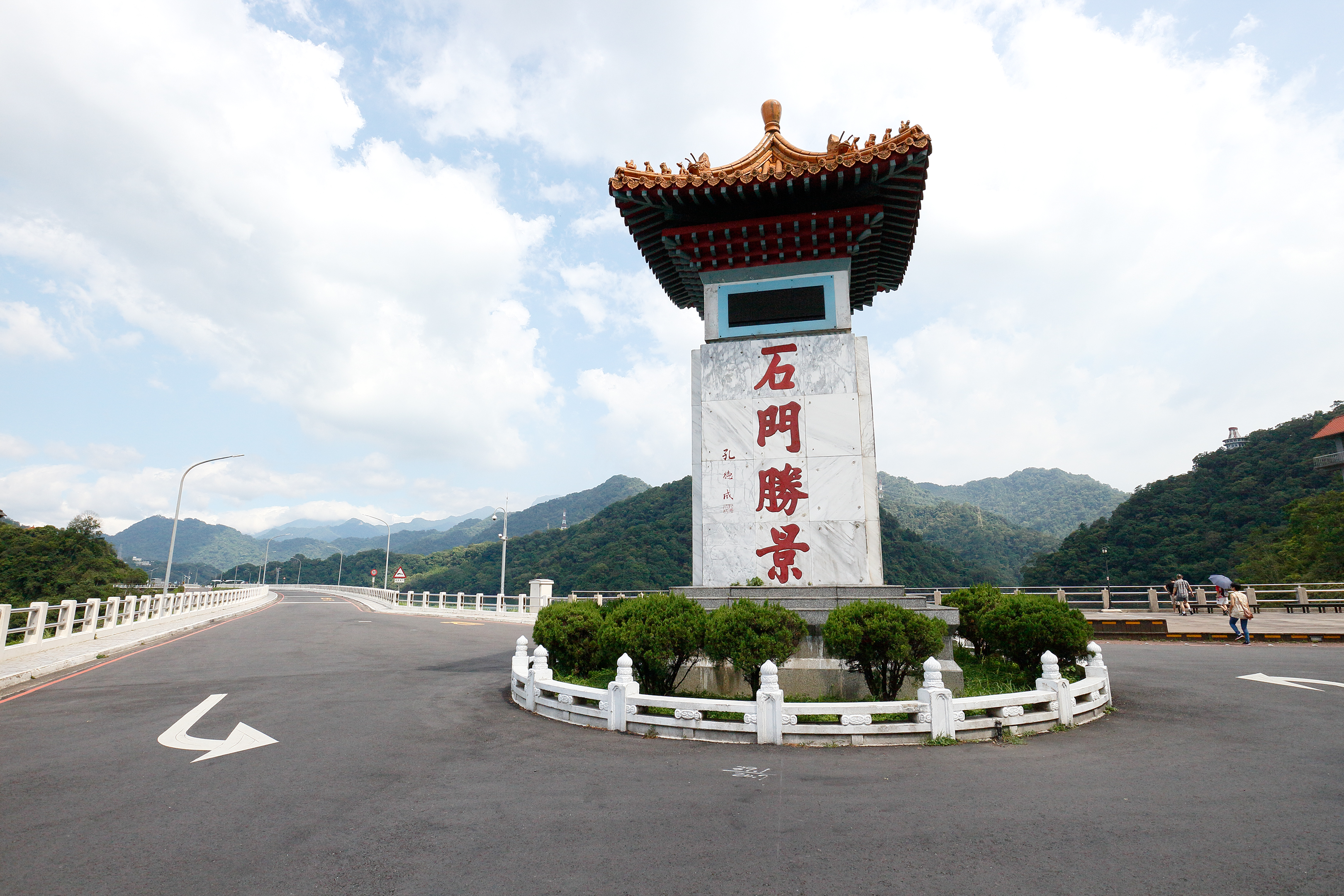
石門勝景

### 背景
桃園台地為古石門溪所沖積而成的沖積扇平原。但在古石門溪上游發生河川襲奪後，桃園台地的河流多荒溪型河流，而缺乏穩定供應的水源。因此清代墾民在入墾桃園台地後，多以興建埤塘來供應灌溉所需的水源，但仍無法完全掙脫「看天田」的困境。
清代桃園台地的水利事業多為墾民自己修築。如乾隆十三年（1748年），霄里社通事知母六曾和漢人墾戶薛奇隆共同修築霄裡大圳來灌溉今日龍潭一地，其後又修築靈潭埤（今龍潭大池），蓄水灌溉龍潭一地。
到了道光二十一年（1841年），曹謹任台灣府淡水撫民同知。曹謹任鳳山縣知縣時，曾修建曹公圳灌溉鳳山地區。在任淡水撫民同知後，即研議引大漢溪水修築水圳以灌溉桃園台地，此為官方主導水利興建之始。但先因水源在原住民地界，後因大姑嵌（大溪）漳人、中壢粵人墾民之間的爭執，而無法實踐。
源發於雪山山脈品田山、大霸尖山的大嵙崁溪（大漢溪），從廣袤深遠山區流出平原的最後一道狹窄深邃的峽谷，谷坡陡峻且險要，遠望如一座堅固的門關，泰雅語稱為（轉彎處、有蘆葦草之地），漢人稱為「石門」，是一處屏障與絕阻之地，大嵙崁溪朝西的水流出了這個關口往右急轉往東北即流入（平地）。1830年代，武裝入墾的墾民就在石門峽谷前兩側河岸建立村落，至1860年代，不遠處的河岸兩端大嵙崁市街、三坑仔市街已經相當熱鬧，碼頭運載著由內山取得的茶葉與樟腦沿河而下，出口至國際市場。石門峽這道屏障一直是墾民與泰雅族人的界線，在入墾後數十年，並沒有往前推進多遠。1880年代，泰雅族人在大嵙崁戰役中在石門峽擊退劉銘傳欲「開山撫番」的清軍，迫使清軍轉而從大溪頭寮進入。日治時期，1898年開始調製的明治版《臺灣堡圖》，峽谷大後方的境界仍是一片空白。
其後在大正五年（1916年），八田與一和狩野三郎引大漢溪溪水，以官民合資的方式，人工開鑿桃園大圳，並於大正十三年（1924年）竣工。竣工後，八田與一繼續研究在石門峽谷建壩蓄水之可行性，並在昭和四年（1929年）發表「昭和水利事業計劃」，並開始著手對大漢溪進行水文調查和地質探勘。但因戰爭隨即爆發，未付諸實施。
民國三十四年（1945年），陳誠來臺時曾赴石門遊覽，有了興建水庫之意，但因戰爭影響延至1950年後才開始從事地質、水文、農業經濟的調查及工程成本的估計。
民國四十四年（1955年），政府核准石門水庫工程定案計畫，開始動工。
石門峽谷後方居住至少數百年以上的泰雅族人，在經歷漢人侵逼、清帝國討伐、日本帝國的高壓統治之後，為了興建水庫，復遭國民政府強制遷出峽谷，沿著大嵙崁溪移至中庄的「移民新村」。谷口被堵上後，水壩截斷了河流，淹沒了族人的家園與獵場。

### 興建

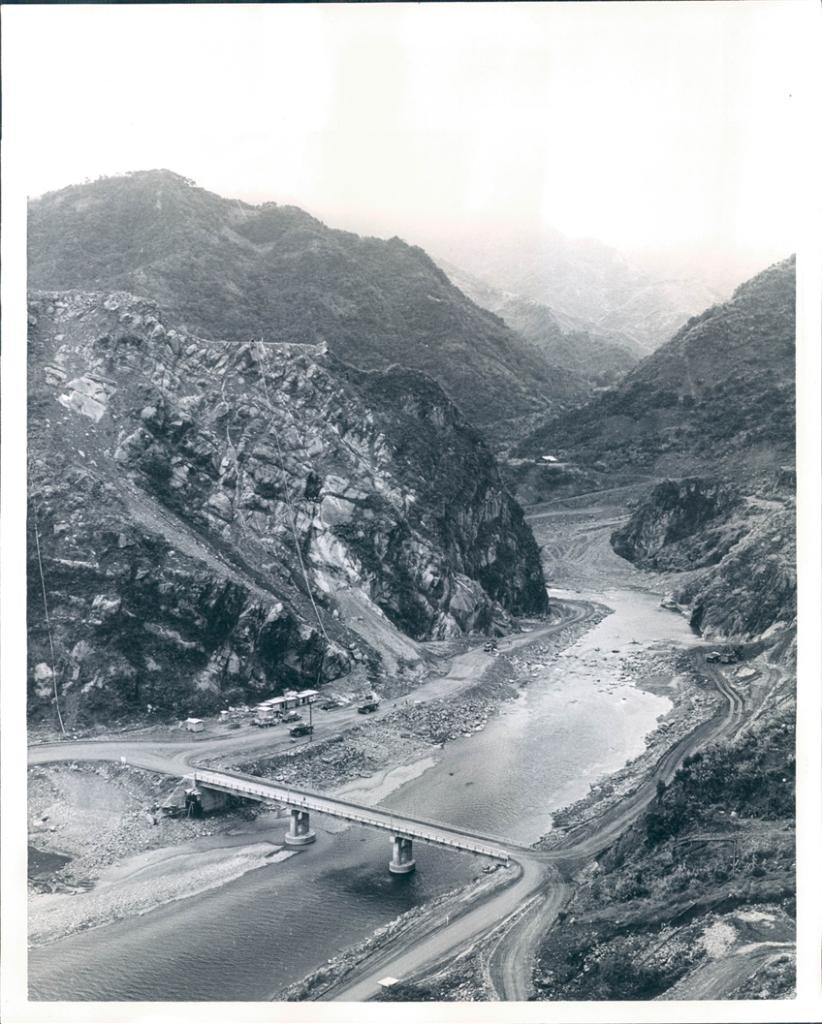
1961年石門水庫大壩興建工程

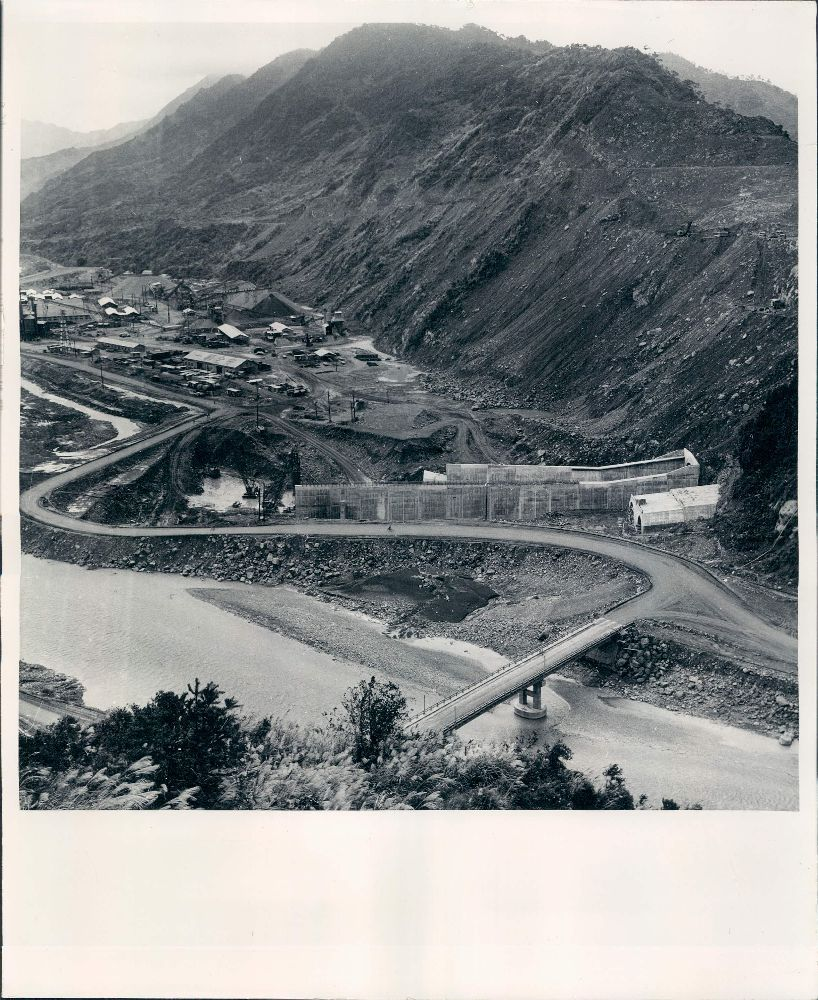
1961年石門水庫工程一景

在1955年7月，石門水庫建設籌備委員會成立，以中華民國副總統陳誠為主任委員，國立臺灣大學教授徐世大受聘為總工程師、顧文魁兼任副總工程師，:81並邀請美國知名水壩工程師約翰·L·薩凡奇來台協助測量最適合選定為壩址的位置。石門水庫主壩原規劃為混凝土拱壩，然基於壩基承載力考量設計時修正為土石壩。水庫排洪設施原僅規劃建置有溢洪道，1956年7月7日開始興建。
1964年6月14日，興建歷時8年，石門水庫正式竣工。:107參與建設人員七千餘人，建設經費約達新台幣32億元，其中包含美援的新台幣19億元資助。水庫建設完畢之後，具有灌溉、發電、給水、防洪、觀光等效益。主要工程可分為大壩、溢洪道、排洪隧道、電廠、後池及後池堰、石門大圳及桃園大圳進水口等結構物。1963年由於葛樂禮颱風引發超大洪水，經重新檢討後於1979年在大壩右岸山脊增設排洪隧道，排洪能力由原設計之每秒11,400立方公尺提升到每秒13,800立方公尺。

## 基本資料
石門水庫最初的主要任務為灌溉與防洪，目前其調節供應公共給水之功能愈形重要；其公共給水除下游鳶山堰攔引送板新淨水場外，另於大壩上游取水經石門大圳送平鎮、龍潭、石門淨水廠，及於後池堰取水經桃園大圳送大湳淨水廠，每日平均由水庫調蓄之供水量約250萬立方公尺，合計下游未控流量及三峽河抽水站者，總供水量最大可達300萬立方公尺，主要供應新北市、桃園市及新竹縣湖口鄉之公共用水。

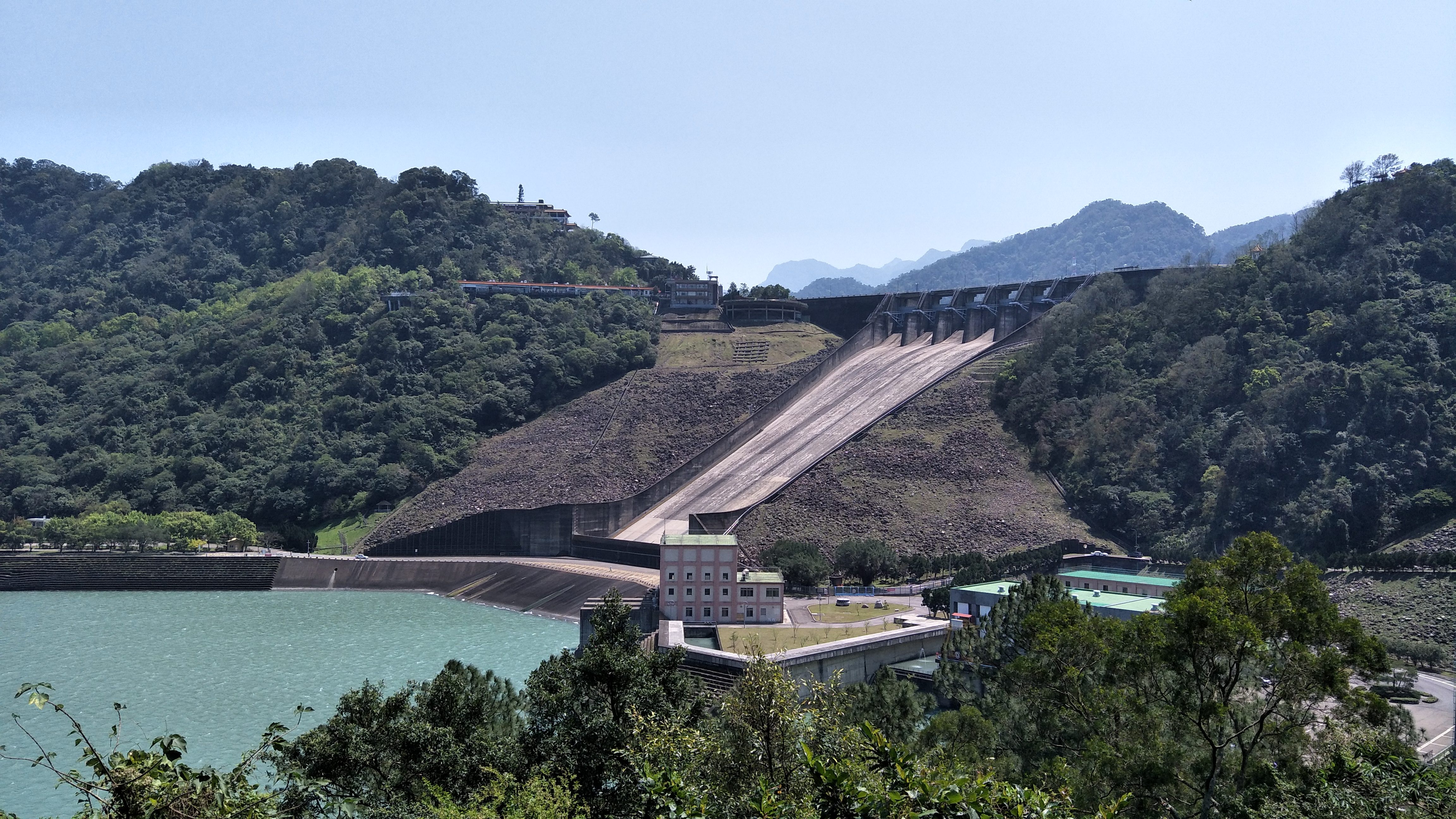
石門水庫大壩與溢洪道

石門水庫大壩壩體高達133.1公尺，是全台灣高度最高的土石壩，站在壩頂上可俯瞰後池堰及龍潭、大溪、三坑等地區，而每當大雨來臨時，石門大壩溢洪道洩洪更吸引許多遊客至此欣賞洩洪的壯觀景象。
- 管理單位：經濟部水利署北區水資源分署
- 位置：桃園市龍潭區
- 河系：主流淡水河，支流大漢溪
- 集水面積：763.4平方公里
- 正常蓄水位：標高245公尺
- 最高洪水位（又稱最大可能供水位（CMS））：標高249.5公尺
- 滿水位面積：8平方公里
- 總蓄水量：309,120,000立方公尺
- 計畫有效蓄水量：235,669,000立方公尺（1988年）
- 現存有效蓄水量：202,661,000立方公尺（2021年5月18日）
- 計畫年運用水量：815,205,600立方公尺
- 壩型：土石壩
- 壩頂：標高252.1公尺
- 最大壩身高度：133.1公尺
- 壩頂長度：360公尺
- 壩頂寬度：11.2公尺
- 壩體積：706萬立方公尺

## 設施及工程

### 發電系統

#### 石門發電廠
石門發電廠位於石門水庫大壩下游左側，為塔式進水口，直徑4.57公尺之壓力鋼管，長318.8公尺，採戶外式鋼筋混凝土廠房，廠內設有45,000千伏安容量之水輪發電機兩組，154千伏輪電線。長12.9公里。
義興電廠則於1983年與榮華壩配套興建完成，於義興壩下游處左岸設置發電廠，而發電進水口則設於榮華大壩上游左岸。義興電廠由石門電廠遙控操作，其類型為川流式發電機組，裝置水輪發電機一組，容量40仟瓦。

#### 石圳聯通管小水力發電廠
由台灣電力公司所投資興建，該發電廠引水自石門水庫增設取水工後段，石門大圳聯通管末端之落差進行水力發電，預計將於2023年6月竣工商轉，完工後預計交由鄰近石門發電廠管理與營運。

### 後池堰

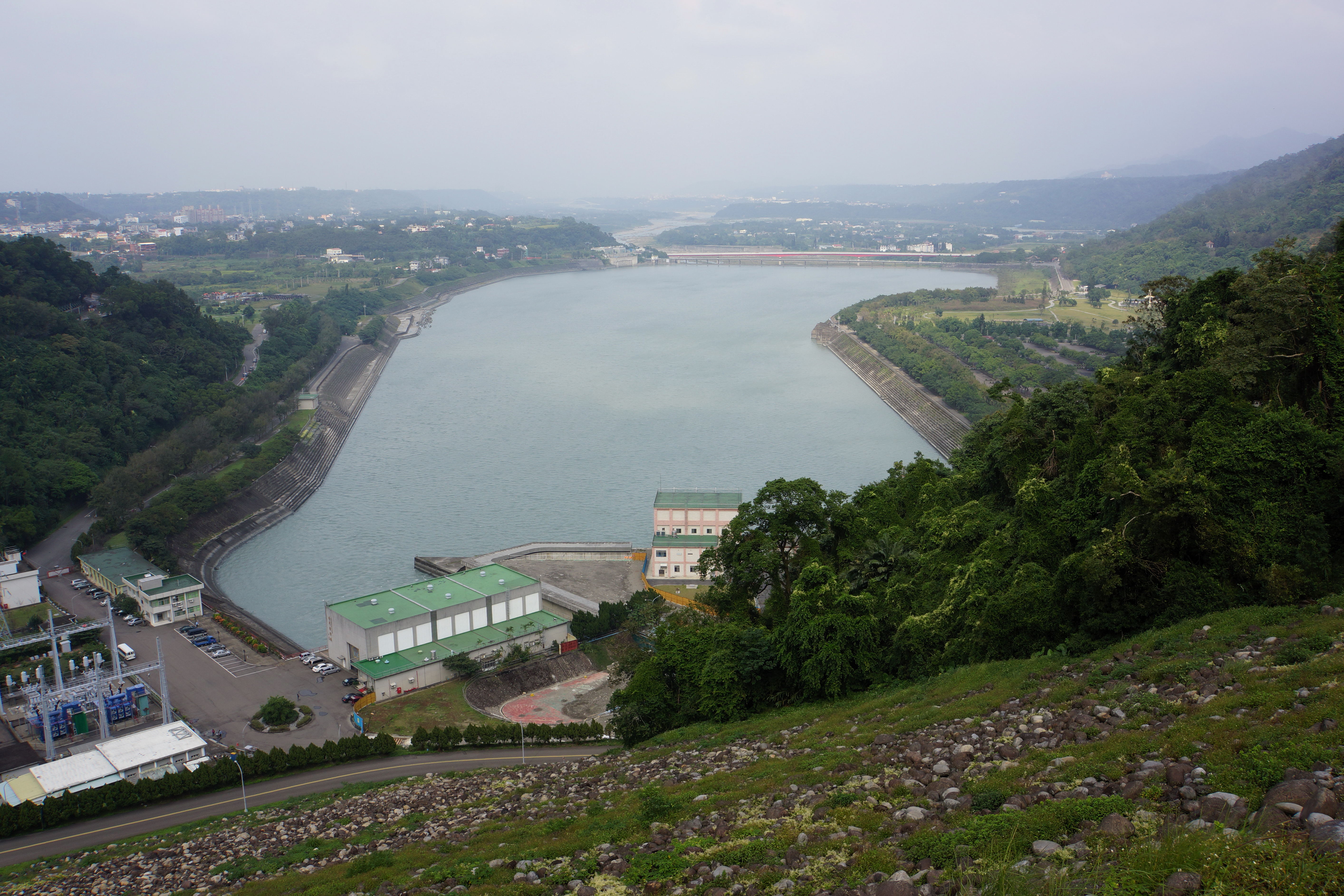
石門水庫後池

後池堰位於石門大壩下游約1.4公里處，可調節石門電廠發電尾水及溢洪道與排洪隧道之洪水。後池堰分溢洪段及土石段，溢洪段為鋼筋混凝土結構，上面建有後池大橋，總長317.5公尺。後池堰蓄水形成的後池，位於石門大壩下游至後池堰之間，容量約220萬立方公尺，後池堰左岸旁設有沖刷道閘門，後池堰右堰座則設有溪洲圳閘門。

### 石門大圳進水口
石門大圳進水口設於石門水庫內，係一直立塔形結構，最大進水量為每秒18.4立方公尺，下接閘門室、壓力隧道及消力池後進入渠道系統。

### 桃園大圳進水口
桃園大圳原本的進水口位於依山閣，石門水庫完工後桃園大圳進水口遷建於後池堰之左岸，為一箱形鋼筋混凝上結構，最大進水量為每秒16.8立方公尺，下接平水池後以新建之連接隧道與舊有系統相接。

### 義興防砂壩
1966年興建義興防砂壩，壩高25公尺，1973年完成壩體加高工程，以處理水庫沙土淤積問題。

### 巴陵防砂壩
1977年興建巴陵防砂壩，壩高38公尺，壩長80公尺。經長期侵蝕，巴陵壩壩基已被大自然掏空沖出裂縫，2007年9月韋帕颱風狂風暴雨挾帶上游崩落土石，鑿成壩基掏空、壩體潰壩。

### 榮華大壩
榮華大壩於1983年興建完成，壩址位於義興壩及巴陵壩間，壩高82公尺，壩長160公尺。

### 排洪隧道
1963年葛樂禮颱風引發超大洪水，重新檢討水文後，於大壩右岸山脊增設排洪隧道兩條，於1978年完工。排洪隧道每秒1,200立方公尺之排洪隧道兩條，各長680公尺，其進口頂部較已有溢洪道堰頂低15公尺。隧道進口端直徑為9公尺，漸變為底寬7公尺高、10公尺之自由流水馬蹄型隧道。

### 排砂隧道
石門水庫排砂隧道設於石門大壩溢洪道左岸，總長約377.6公尺，主要功用為解決颱風期間取水問題以及維持石門水庫庫容，第一期工程將既有石門發電廠第2號壓力鋼管改建為排砂鋼管以增加排砂功能，降低石門水庫淤積速率以延長水庫壽命，第二期工程則是維持電廠之功能，將原電廠第1號發電鋼管改建為#1A、#1B發電鋼管，排砂隧道於2012年12月完工，2013年7月蘇力颱風期間首次啟用，每年約可清除水庫淤泥100萬立方公尺。

### 分層取水工程
2004年8月24日艾莉颱風來襲，於石門水庫集水區降下累計超過900毫米之平均雨量，使上游集水區產生大規模土石坍塌，洪水挾帶大量泥砂流入水庫，增加水庫淤積量達2,788萬立方公尺，並導致石門大圳取用之水庫下層原水高度混濁，導致桃園地區民生用水無法正常供應。經水質檢測分析發現，水庫上層（標高約202公尺）原水濁度受泥沙淤積影響程度較小，因此在石門水庫壩頂堅實岩盤上架設抽水機組共19部及集水槽，並沿壩體邊坡道路設置輸水管線，將水庫上層原水抽送至台灣自來水公司淨水廠使用，以解除桃園地區停水問題。壩頂抽水設施完成後，歷經海棠颱風、馬莎颱風及泰利颱風顯示緊急抽水工程可有效穩定桃園地區供水狀況。石門水庫為長期穩定供應颱風時期供水，於大壩左岸增設分層取水設施，2009年底完成測試及供水，緊急抽水設施功成身退予以拆除，壩頂恢復通車。
分層取水工程增設於石門水庫左壩座，是台灣首座將營運中的舊水庫進行取水工改建，分別於標高220公尺、228 公尺、236公尺新增分層取水口，以利汛期時可取用水庫上層低濁度原水，取代原標高195公尺高濁度之石門大圳底層取水口，每日引取140萬噸水庫原水，工程經費約新台幣12億元。

### 阿坶坪防淤隧道工程

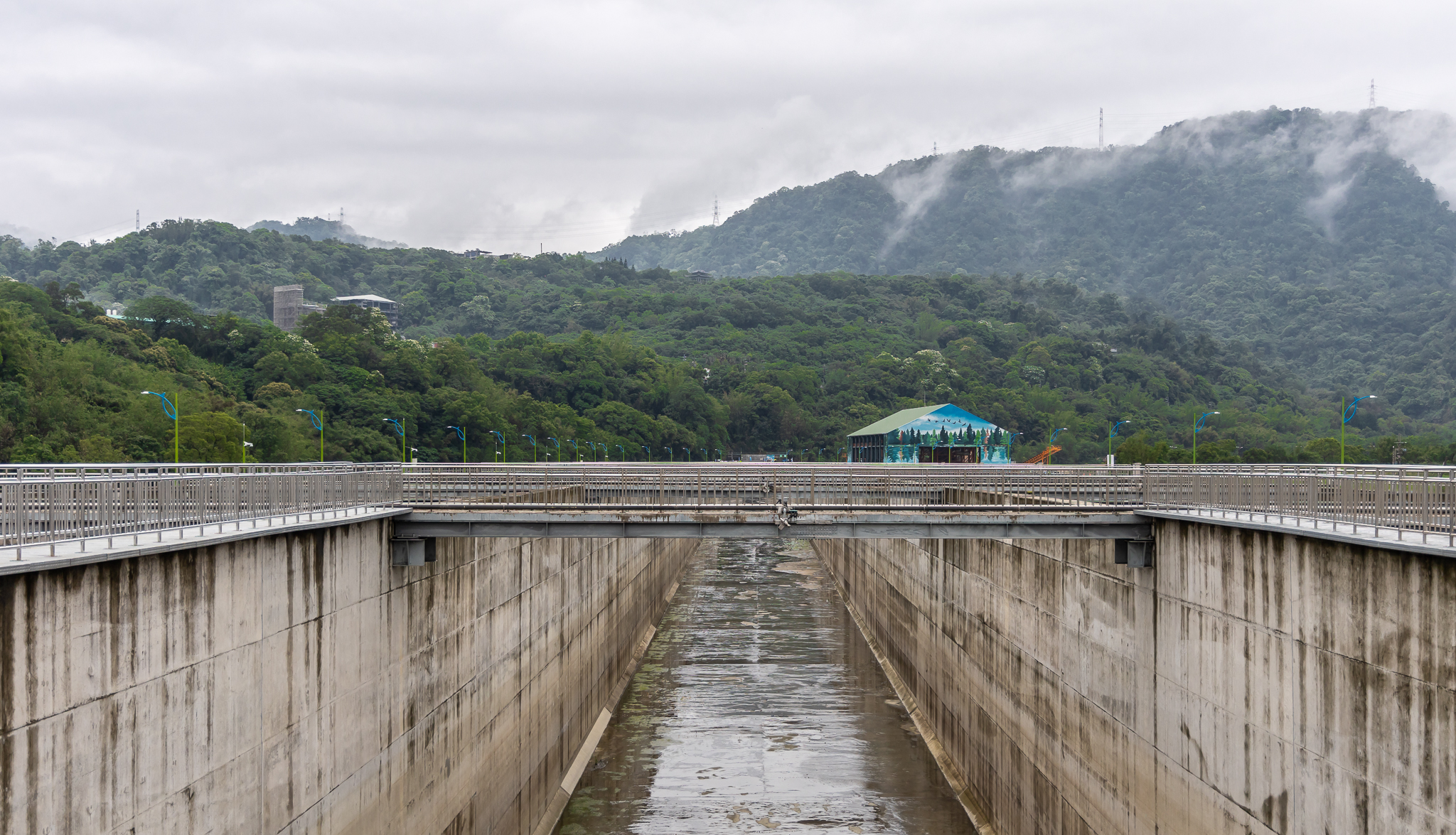
阿姆坪防淤隧道

阿坶坪隧道工程全長3700公尺，2017年11月20日開始興建，2021年5月貫通，工程經費為36億元。此防淤隧道將兼具輸泥管道、沖淤通道、排洪隧道，平時也能作為清淤船輸送泥沙或砂石車清淤砂石的輸送通道，具備多重功能。颱風期間的排洪能力將達每秒600立方公尺，防淤能力則為每年64萬立方公尺。2022年9月，軒嵐諾颱風為北台灣地區帶來豐沛雨量，經濟部水利署北區水資源於4日上午10時開啟阿坶坪防淤隧道進行首次啟用試運轉，利用颱風的洪水流量將防淤隧道工程沖淤池放淤的20萬立方公尺泥砂進行沖淤操作，並將沖淤水量逐步提升至每秒600立方公尺，至12時止沖淤池泥砂已隨水流帶離，順利發揮成效達標。2023年4月21日舉行竣工典禮，正式啟用後，其防淤能力將能延長石門水庫的壽命，達成增加庫容以及穩定桃園、新北、新竹地區的用水。

## 周邊景點
- 大溪老街
- 羅馬公路
- 慈湖陵寢
- 角板山
- 小烏來天空步道
- 北部橫貫公路（台7線）
- 百吉復興宮（水庫媽祖遶境）

## 生態
水庫有放養青魚（學名：Mylopharyngodon piceus）和大頭鰱（學名：Aristichthys nobilis）等魚類，另外尚有臺灣蜆（學名：Corbicula fluminea formosa）、圓蚌（學名：Anodonta woodiana）和河殼菜蛤（學名：Limnoperna fortunei）等雙殼貝及腹足類的台灣椎實螺（學名：Radix swinhoei）。其中河殼菜蛤為入侵物種，2002年水庫水位降低才發現其龐大族群。目前已擴散至桃園大圳部分圳路以及下游的鳶山堰。目前僅有特有生物保育中心和北區水資源局有進行河殼菜蛤的相關研究。

## 大事紀
- 2002年3月25日，聯合報與自由時報首度報導石門水庫因水位下降而發現龐大的河殼菜蛤族群。
- 2004年8月下旬至9月中旬—受艾莉颱風沖刷大量土石進入水庫影響，水庫水質濁度快速上升至超過10萬度，桃園縣境內各給水廠因無法負荷全面停擺，造成桃園縣全縣大停水半個月。
- 2015年2月1日，由於石門水庫嚴重缺水，水庫水位降至總存水量50%以下，只有231.15公尺，是過往10多年來的最低水位，使水庫興建時被淹沒的阿姆坪土地公廟再度重現[24]。同年4月桃園宣布限水（供五停二）。

## 相關文化
- 在臺灣，因為一次選美比賽的問答，主辦方問參賽小姐：「如果你發現有人褲子拉鏈沒拉的話，你會怎樣辦？」參賽小姐答：「我會說你的石門水庫沒關好。」。而後在臺灣如果有人褲子拉鍊沒有拉上或者沒拉到頂，可以說「你的石門水庫沒關」，或者「你的石門水庫沒關好」。
- 因為水庫的建造，來了許多外省籍移民定居於石管局宿舍，其中有一居民開設餐廳，主打石門活魚，而後造成流行，形成現在石門水庫活魚街。
- 石門水庫觀光化，吸引許多飯店業者與遊樂園業者投資，後因熱潮退去，現今只會看到許多廢墟，如：湖濱大飯店等。
- 石門水庫遊客中心旁，在一高臺上樹立著全臺灣最高的蔣中正銅像，高6.7m，1979年立，作者為魏立之。

## 照片

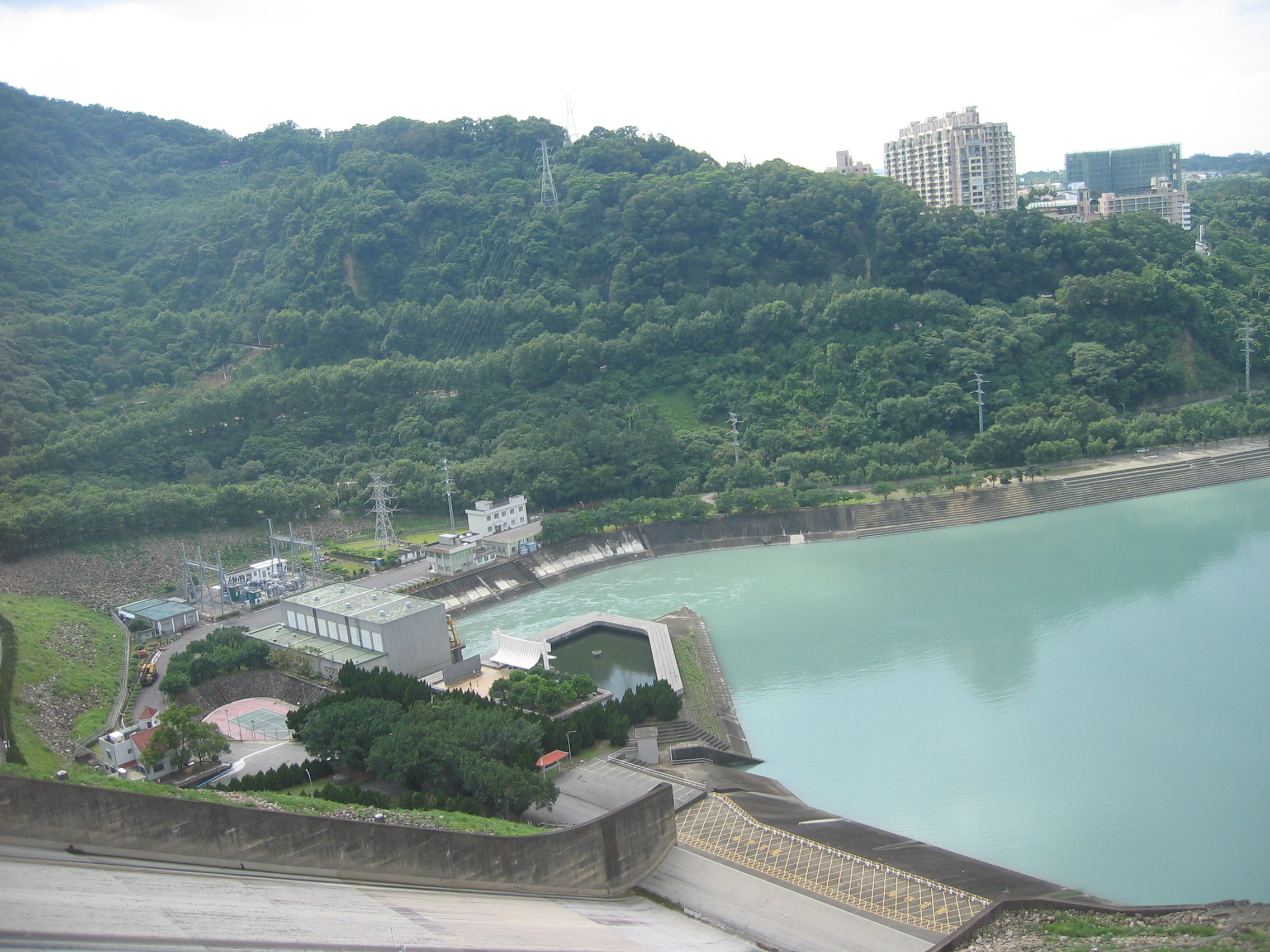
石門電廠
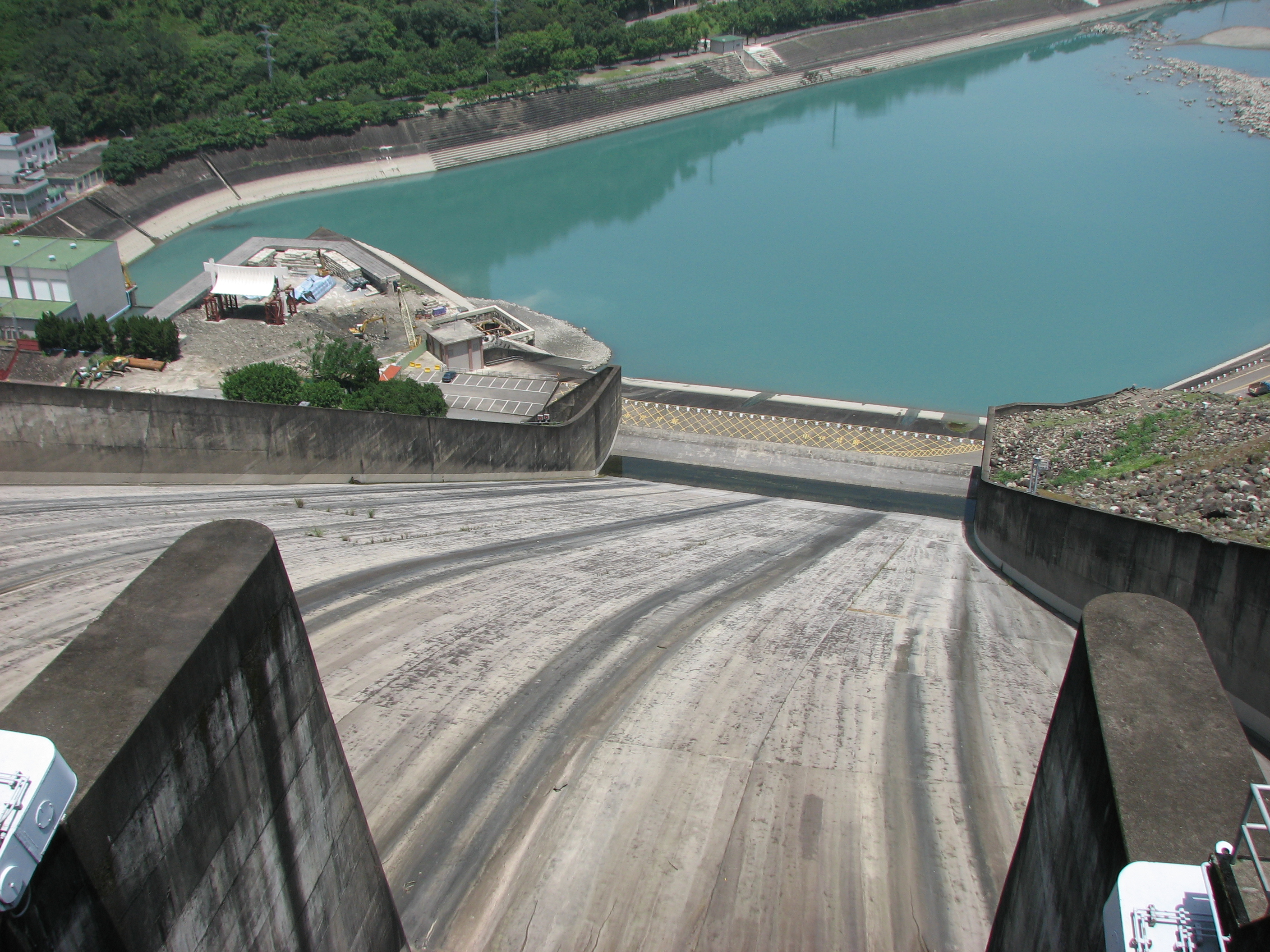
石門水庫壩頂俯瞰溢洪道及後池
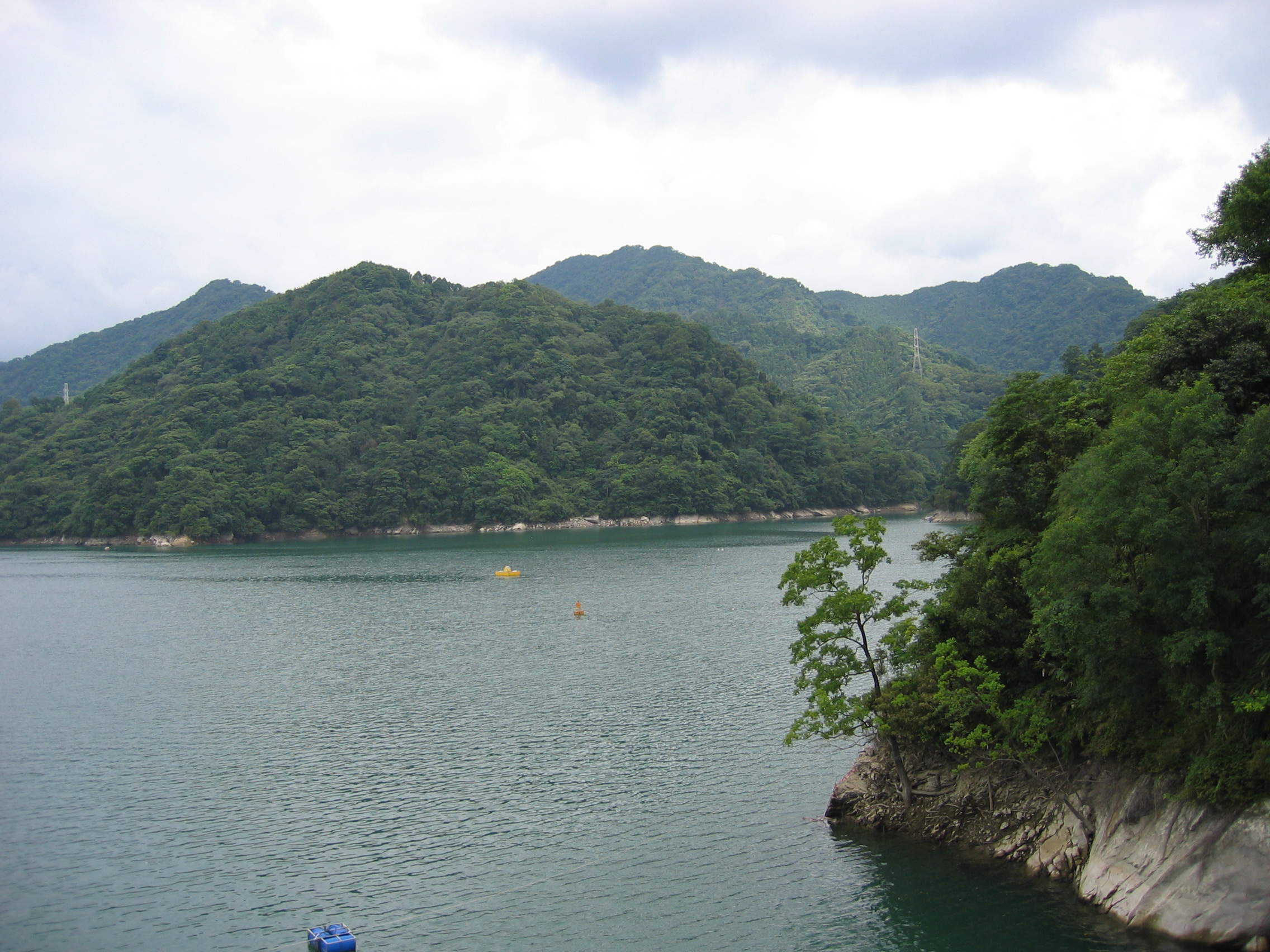
石門水庫湖面
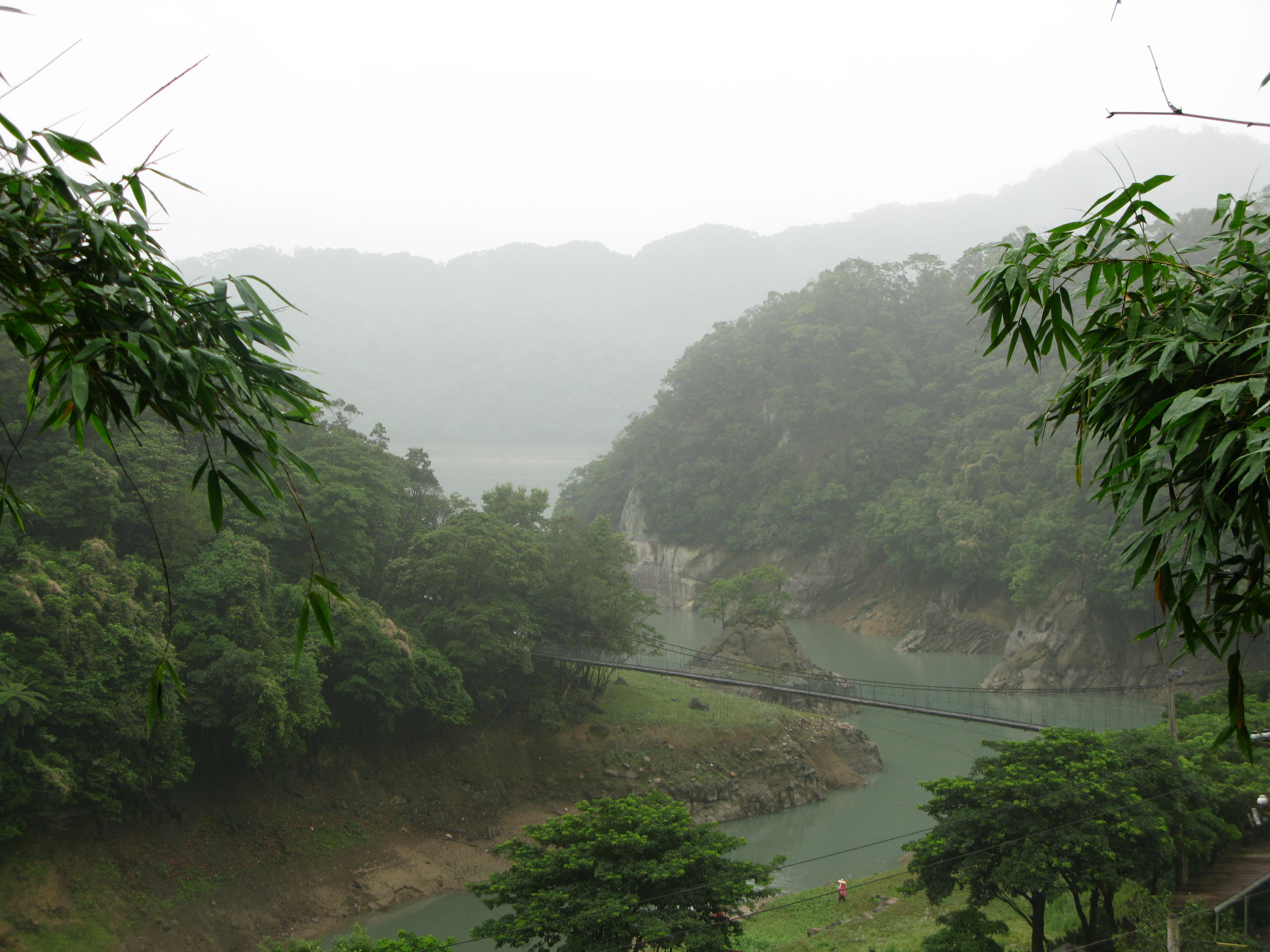
石門水庫上游
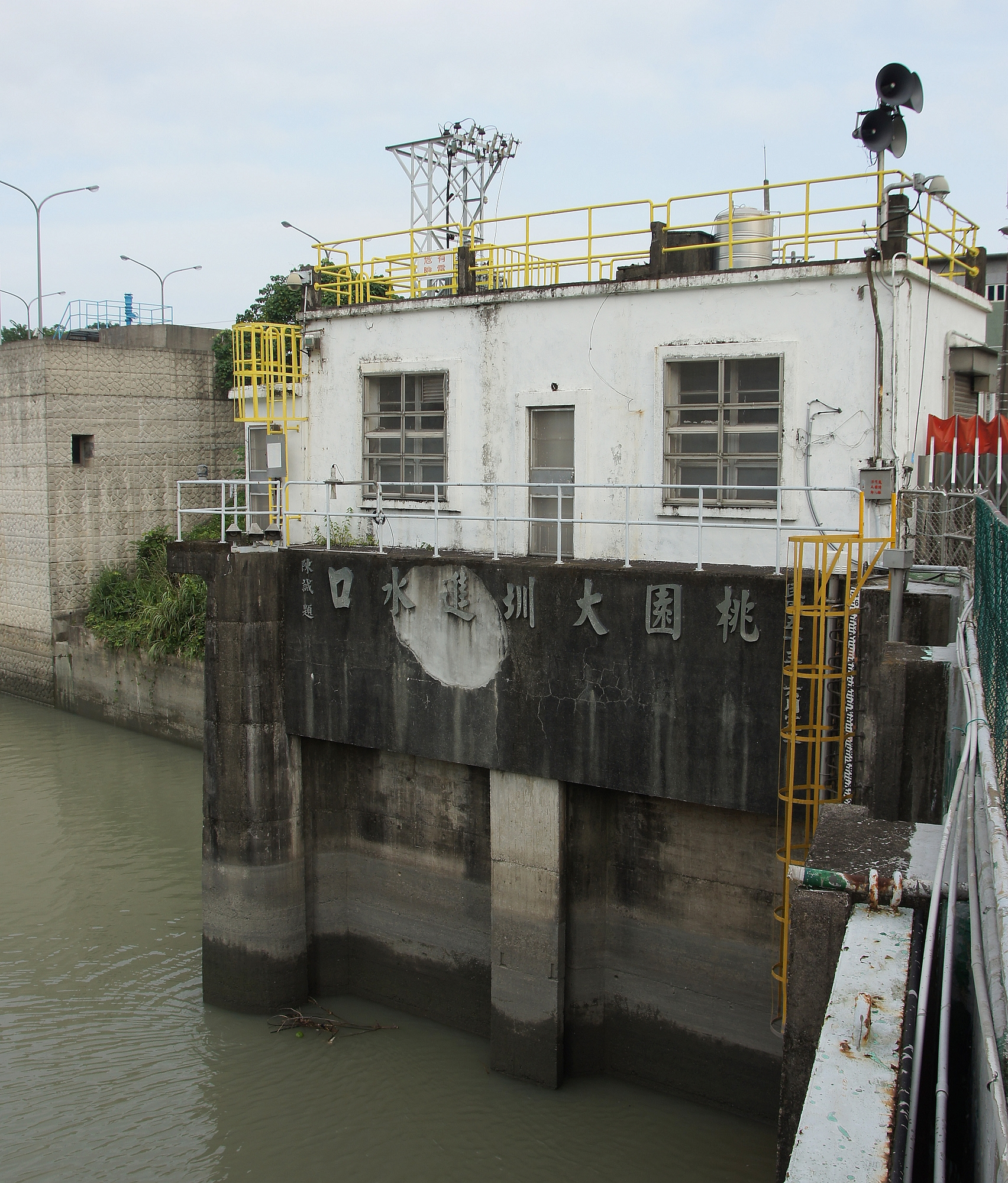
位於石門水庫後池堰左岸的桃園大圳進水口
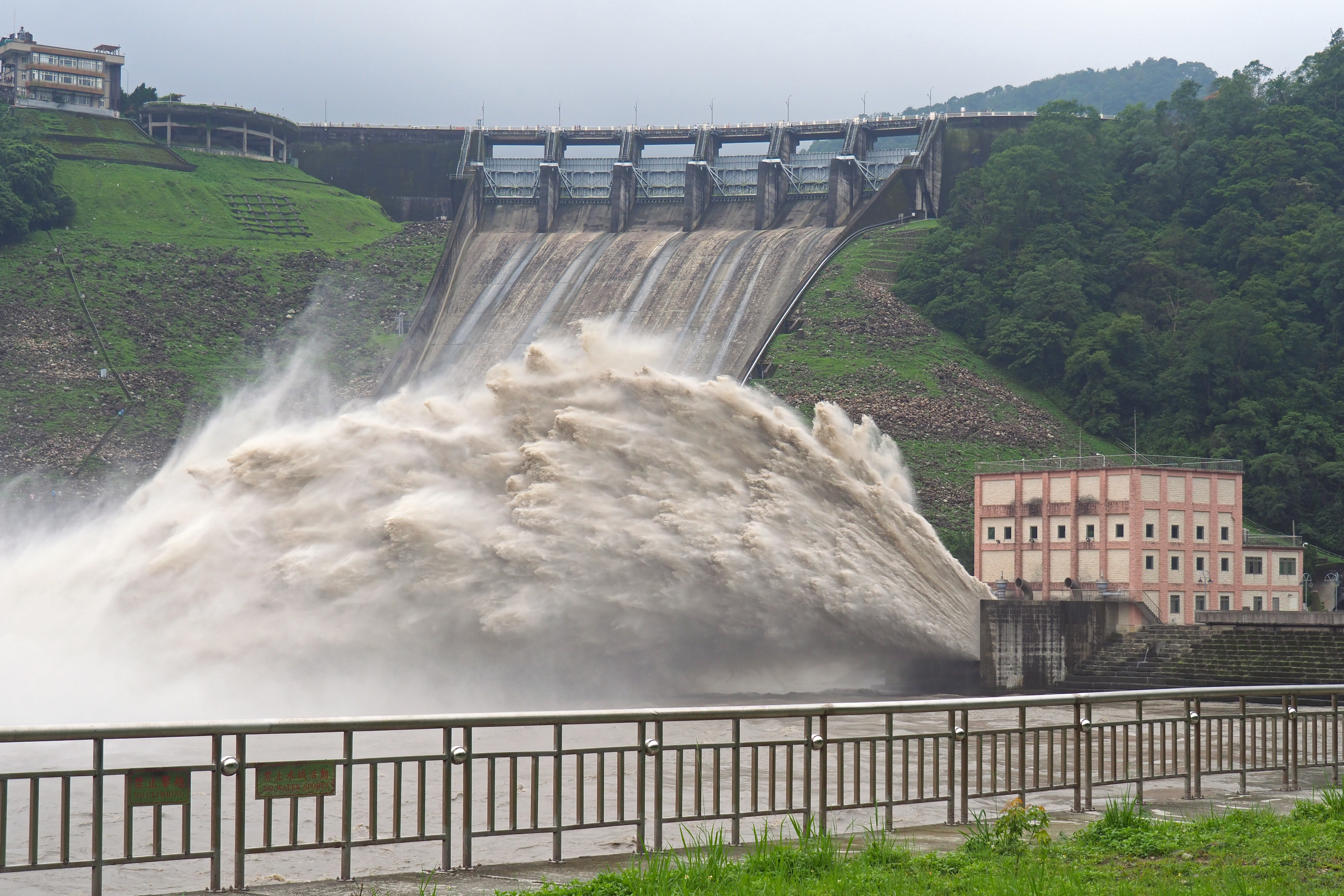
汛期時石門水庫進行排砂
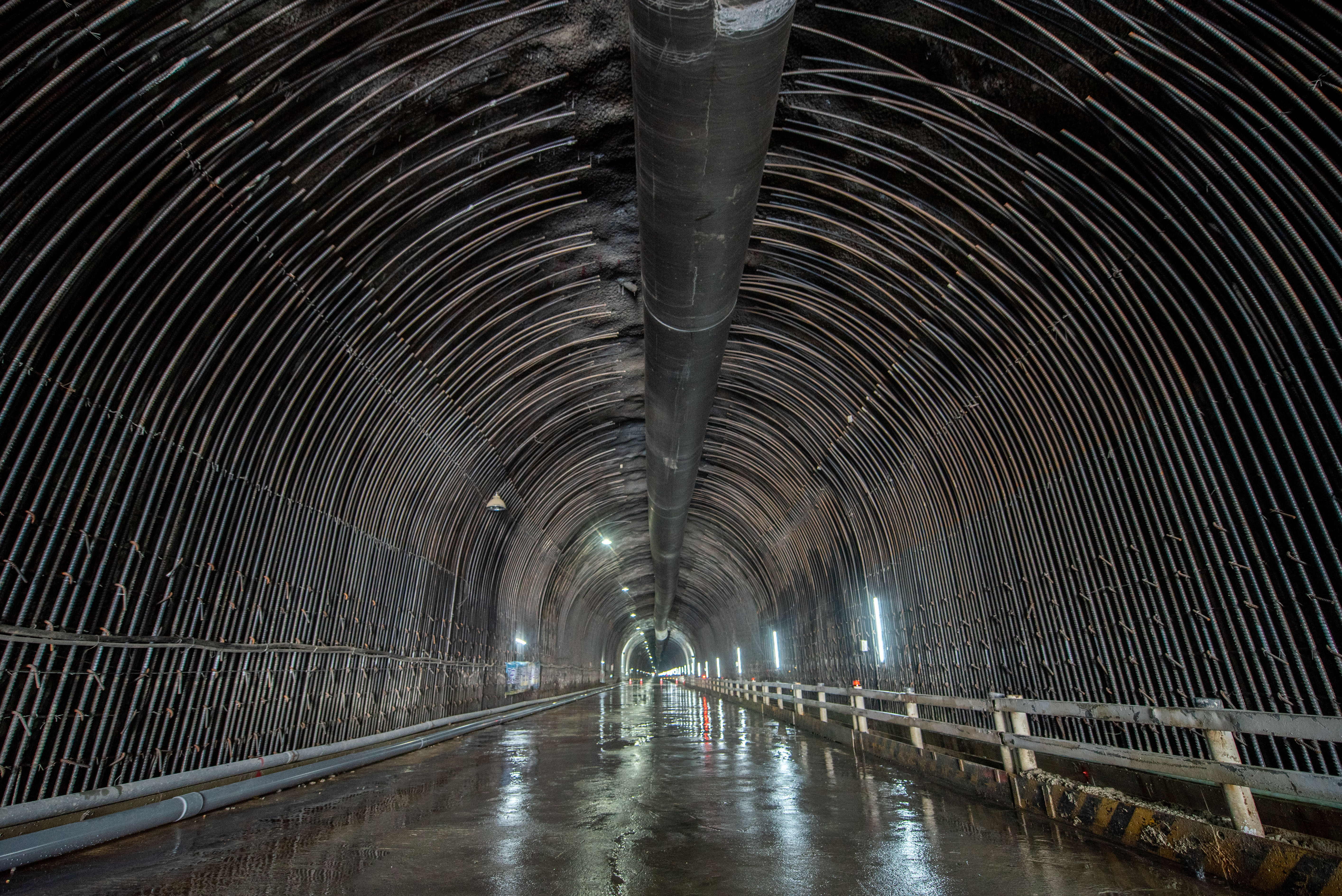
施工中的阿坶坪防淤隧道

## 外部連結
- 經濟部水利署 （页面存档备份，存于）
- 經濟部水利署北區水資源局 （页面存档备份，存于）
- 國立台灣海洋大學水資源管理研究室 （页面存档备份，存于）
- 台灣地區主要水庫蓄水量報告表 （页面存档备份，存于）
- 石門水庫主題網 （页面存档备份，存于）
- 石門水庫  桃園觀光導覽網 （页面存档备份，存于）
- 石門水庫即時影像 - 桃園觀光導覽網 （页面存档备份，存于）
- 石門水庫  交通部觀光局 （页面存档备份，存于）
- 經濟部水利署北區水資源局全球資訊網-石門水庫
- 經濟部水利署全球資訊網-石門水庫 （页面存档备份，存于）
- 台灣水庫即時水情 （页面存档备份，存于）
- 水庫園區景點